# Hoyalacerta
Hoyalacerta is een geslacht van uitgestorven hagedissen dat bekend is van de typesoort Hoyalacerta sanzi, die afkomstig is van de fossielenvindplaats Las Hoyas uit het Vroeg-Krijt van Spanje. 
Hoyalacerta sanzi werd in 1999 benoemd door Susan E. Evans en Luis Javier Barbadillo. De geslachtsnaam combineert een verwijzing nar Las Hoyas met een Latijn lacerta, "hagedis". De soortaanduiding eert professor José-Luis Sanz die de opgravingen bij Las Hoyas leidde.
Het holotype, LH 11 000, is bij La Cierva gevonden in een laag van de Calizas de La Huerguina-formatie die dateert uit het Hauterivien. Het bestaat uit een skelet met schedel.
Hoyalacerta is een kleine hagedis met een langwerpig lichaam en korte ledematen. Verschillende andere hagedissen zijn ook bekend uit Las Hoyas, waaronder Meyasaurus (waarvan wordt gedacht dat hij in de buurt van het water heeft geleefd), Scandensia (waarvan wordt gedacht dat het een klimmer was) en Jucaraseps (die net als Hoyalacerta, waarschijnlijk op de grond leefde, weg van water). Kenmerken van Hoyalacerta die het onderscheiden van andere Las Hoyas-hagedissen zijn gladde schedelbeenderen, eenvoudige kegelvormige tanden en korte ledematen in verhouding tot de lichaamslengte.
Hoyalacerta wordt beschouwd als een lid van de groep Iguania of als een stam-squamaat, wat betekent dat hij net buiten de squamate kroongroep ligt die alle levende hagedissen en slangen omvat.
Men denkt dat hij het grootste deel van zijn tijd op de grond heeft doorgebracht. 